# Mune
Mune (così anche in croato) è una località della regione litoraneo-montana, frazione del comune di Mattuglie.
Capoluogo culturale della Cicceria, Mune è suddivisa in due insediamenti, distanti tra loro soltanto 500 m: Mune Grande (Vele Mune), di 133 abitanti, e Mune Piccolo (Male Mune), che conta 131 residenti (dati del censimento del 2001).

## Geografia fisica
La località è situata a 10 km a sud-est di Vodizze (frazione di Lanischie) e a 11 km a sud-ovest di Castelnuovo d'Istria (frazione di Villa del Nevoso), sull'altopiano carsico della Cicceria, ricco di doline erbose, ornate da ginepri, e circondato da rilievi boscosi.

Mune Piccolo, posta a 650 m sul livello del mare, si trova a nord della strada che prosegue per Seiane (Žejane in croato e Jeiăn in istrorumeno) ed è riparato dai venti settentrionali dal Monte Obersi. Mune Grande, a quota 643 m, è poco più a est di Mune Piccolo, ed è raggiungibile tramite una strada sterrata che prosegue per 6 km a nord fino a Starada (in croato Starod), sulla strada Trieste-Fiume.

## Toponimo
Il paese di Mune viene menzionato per la prima volta in un'iscrizione romana rinvenuta a Matteria con il toponimo di Munae . A quel tempo le due vicine località, denominate Muna Maior e Muna Minor, costituivano una colonia agricola ed erano attraversate dall'antica via che congiungeva i centri di Lanischie e Castelnuovo d'Istria.

Il toponimo potrebbe derivare anche dal termine nune (che significa suore): secondo una leggenda, infatti, le suore Benedettine di un convento situato ai piedi del Monte Sega avrebbero invitato sette famiglie rumene a occupare dei terreni presso Mune o a lavorarli come servi della terra.

## Storia

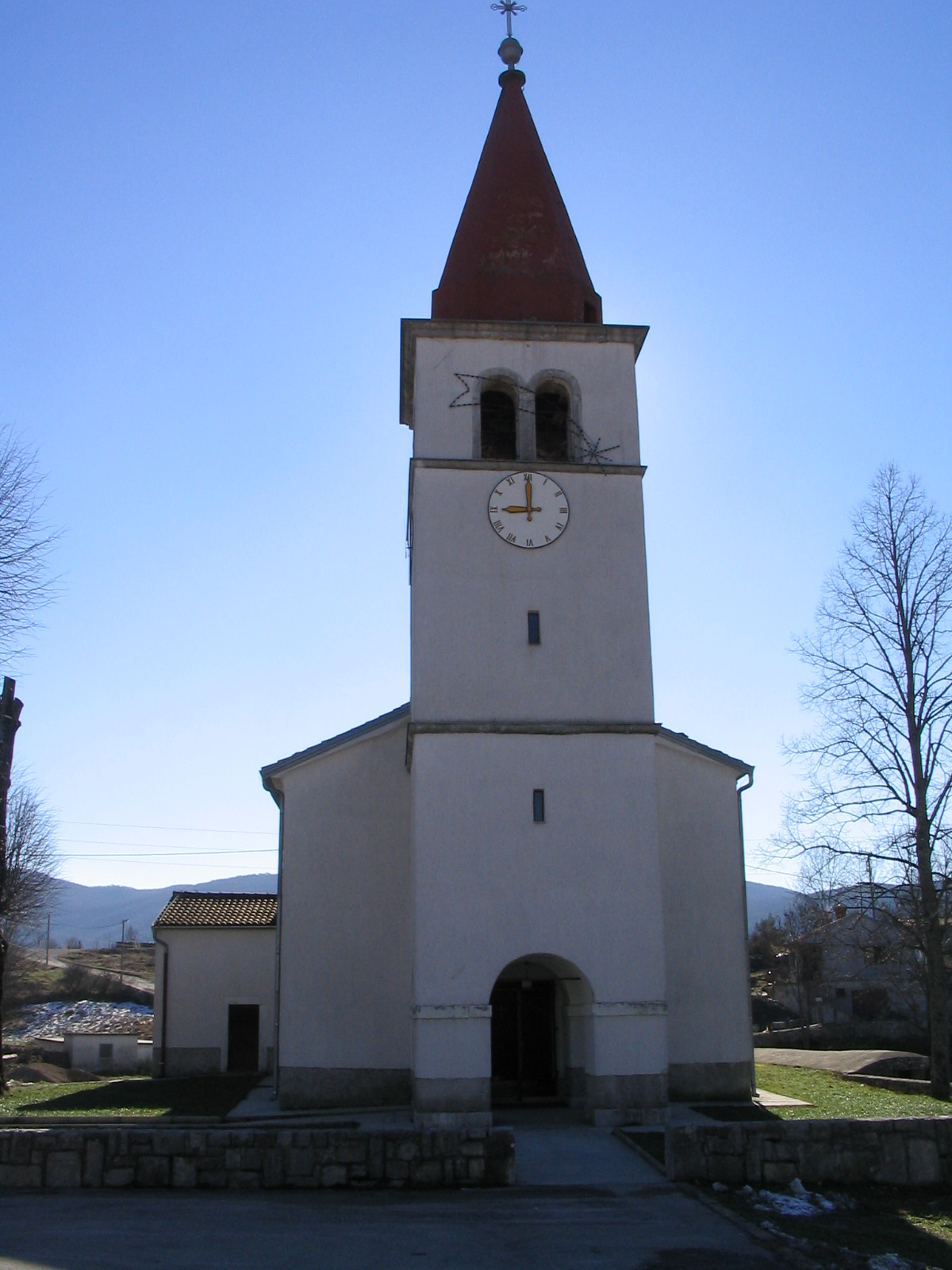
La chiesa di Mune Grande

Un castelliere di epoca preromana, individuato dal Marchesetti nei pressi di Mune, fu ritenuto sede dei Càtali, un ramo dei Giapidi che popolavano il territorio solcato dal Timavo superiore. In seguito al lungo periodo di dominazione romana, nel 604 e nel 615 gruppi di slavi tentarono, senza successo, di penetrare in Istria.
Nel X secolo Mune divenne parte del territorio del Comune di Trieste e tale rimase fino al 1081 quando, assieme al Comune, passò sotto il dominio dei patriarchi d'Aquileia, pur continuando a essere compreso nel territorio della Carniola.

I conti di Gorizia subentrarono verso la fine del XII secolo e nel 1343 bande armate di Sloveni capeggiati da Janos de Los percorsero la zona seminando lutti e danneggiamenti: a questi seguì anche un'epidemia di peste.
Mune faceva parte del Carso di Raspo prima di essere acquistato dai Veneziani nel 1394. Mune grande e Mune piccolo vennero inglobati nella Signoria di Raspo che, a causa del periodo confuso e incerto che caratterizzò quest'area nel Quattrocento e nel Cinquecento, non prestarono obbedienza a nessuno e furono più tardi occupate dagli arciducali.

Tra il 1411 e il 1420 il territorio di Mune fu teatro della guerra fra Venezia e Sigismondo re d'Ungheria, accorso in aiuto ai patriarchi di Aquileia: il conflitto si concluse con l'esclusione dal potere temporale dei patriarchi. In questo periodo le ville del Carso di Raspo soffrirono ingenti danni tanto che furono esenti dalle decime per cinque anni.

Mune grande e piccolo invece, insieme a Seiane, non godettero di questa esenzione da parte dei Veneziani per non aver mantenuto una costante fedeltà a Venezia in tempo di guerra.
Nel 1460, qui si stanziarono molti Cicci, pastori romeni sfuggiti ai Turchi: la loro emigrazione fu favorita dai Veneziani che vollero ripopolare questa desolata regione provata da lunghi conflitti e dalla peste.
Nel 1465 il vescovo Goppo di Trieste privò Mune dell'antico diritto di nominare il proprio curato, costringendo gli abitanti a ricorrere alla chiesa di Jelsane, distante circa dieci chilometri. Così molti paesani morirono lungo il percorso senza poter ricevere i sacramenti. Di fronte a questa iniqua disposizione, il capitano di Raspo Francesco Calbo, che occupava in quel tempo il territorio di Mune, sollecitato dal Doge di Venezia, fece abrogare il provvedimento.
Mune fu saccheggiata ripetutamente da bande di razziatori turchi nel 1482, nel 1493 e nel 1511. Incursioni e razzie produssero una tale miseria che nel 1494 il pievano Pietro, non potendo porgere i contributi annuali al vescovo di Trieste, rinunciò alla parrocchia, che fu ceduta a San Tommaso di Fiume.
Nel XVI secolo, il paese fu una base austriaca importante all'interno del Carso istriano e subì gravi danni durante la guerra tra Massimiliano I d'Austria e Venezia. Successivamente alla distruzione del castello di Raspo avvenuta nel 1512 e il conseguente spostamento della Capitanìa del Pasenatico a Pinguente, Mune, alla fine della guerra di Gradisca, dopo il 1517, fu invasa dalle truppe imperiali e divenne territorio austriaco, con la Pace di Vormazia siglata nel 1523.
Nei primi anni del Seicento, il capoluogo culturale della Cicceria fu feudo della famiglia Chnesich (o Knesic): una figlia di Francesco Chnesich, amministratore della contea di Pisino dal 1614 al 1619, sposò Giovanni Chersano, signore dell'omonimo castello.

Nel 1616 Mune fu incendiata, in seguito a una rappresaglia, da truppe venete comandate dal capitano Verzo Verzi, che effettuarono incursioni nei territori occupati dagli Austriaci.

## Luoghi d'interesse

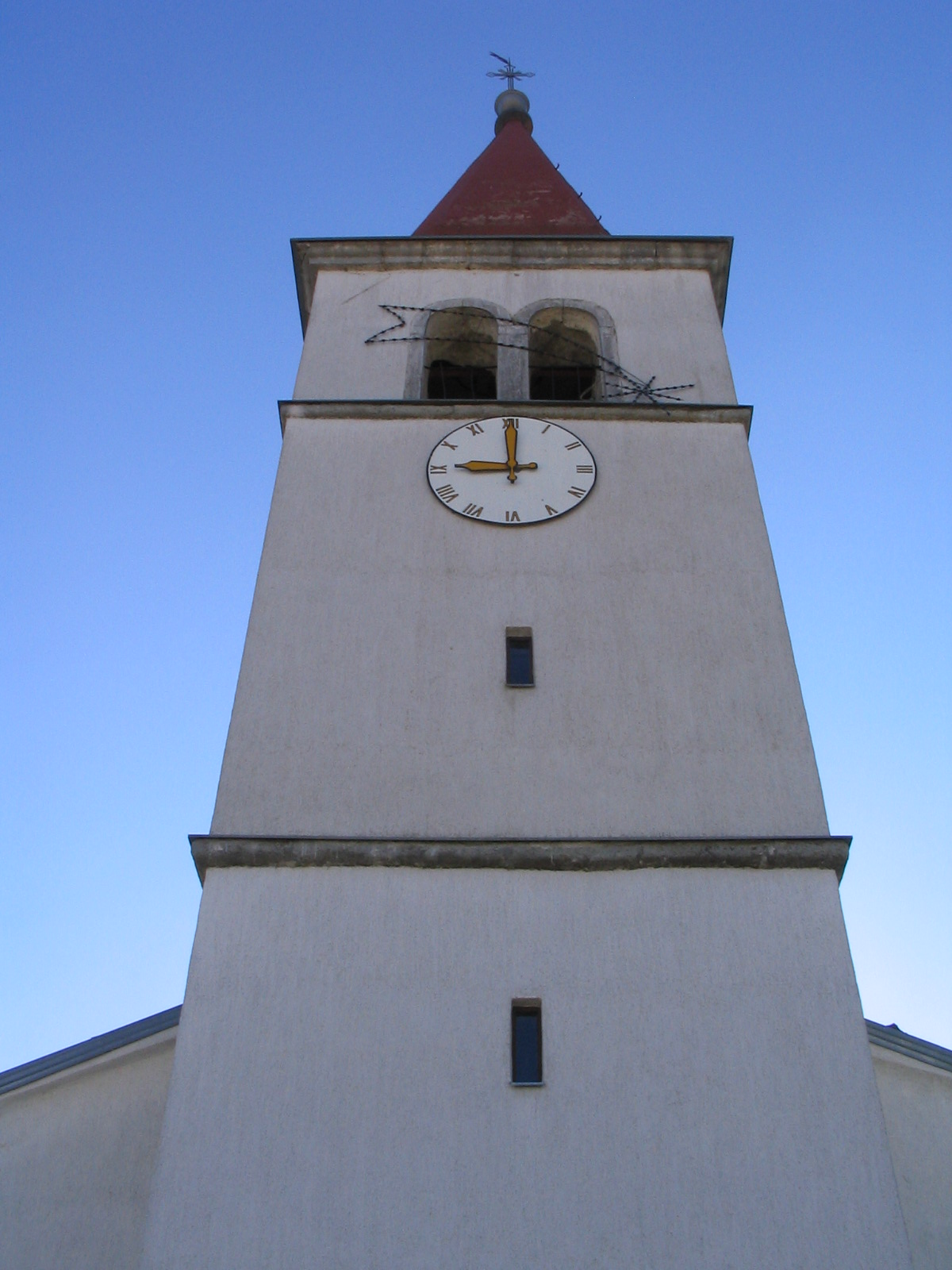
La chiesa di Santa Maria Maddalena: particolare del campanile

Il centro di Mune si distingue per le caratteristiche abitazioni rustiche, che presentano cortili interni con imponenti portali in pietra dotati, in molti casi, di mascheroni scolpiti in blocchi di pietra, che fungono da chiavi di volta. Tali edifici, in parte realizzati in pietra calcarea grezza e in parte ricoperti da intonaco, appaiono modesti e addossati a Mune Piccolo e più ampi e spaziosi a Mune Grande.

Fra le case si notano anche numerosi orticelli contornati da alti muri a secco. Purtroppo le distruzioni della guerra civile di Jugoslavia hanno lasciato dolorose e vaste tracce non ancora totalmente risanate.
- Chiesa di Santa Maria Maddalena: la chiesa, dedicata a Santa Maria Maddalena, patrona del paese, è situata a Mune Grande, su un rialzo contenuto da un muro a secco, presso un declivio erboso. Si tratta di una chiesa di medie dimensioni[1], stilisticamente poco elaborata, e ben dipinta. All'interno è presente un'abside poligonale con battistero sulla destra.

Il campanile, integrato nell'edificio, poggia su quattro pilastri e presenta una torre ottagonale sulla quale è posta una cuspide metallica.
Né la chiesa né il campanile portano date o iscrizioni.
- Chiesa di Santa Croce: il cimitero con la chiesa di Santa Croce sorgono su un masso calcareo che si erge dal fondo della valle, a poche centinaia di metri dal centro abitato. La vecchia chiesa, purtroppo poco curata, comprende un campanile a vela con doppia fornice: la facciata è ombreggiata da una grande quercia secolare. Un'altra cappelletta dimessa si trova nell'area del cimitero con un piccolo campanile.

## Società

### Evoluzione demografica
La popolazione del paese era originariamente di lingua rumena: l'antico idioma fu introdotto dalle popolazioni giunte in questi territori nel XV secolo. Tuttavia tale lingua è ormai quasi del tutto scomparsa dopo una slavizzazione durata diversi secoli.

Nel Carso di Raspo, fino alla fine del Seicento si parlava ancora un tardo latino.
In tempi recenti la capitale culturale della Cicceria croata è mutata: nonostante ciò, dopo le devastazioni dell'ultimo conflitto e l'emigrazione di parte degli abitanti, la lingua e le antiche tradizioni non sono state del tutto dimenticate. 
Ciò è riconducibile a un'economia ancora in parte legata alla pastorizia e all'agricoltura, praticata nelle poche radure esistenti all'interno della conca in cui si trova l'abitato.

Attualmente, grazie ai collegamenti con Fiume, la maggior parte degli abitanti ha trovato occupazione nel capoluogo del Carnaro e, gradualmente, il paese viene ricostruito.